# Botanophila sichuanensis
Botanophila sichuanensis este o specie de muște din genul Botanophila, familia Anthomyiidae. A fost descrisă pentru prima dată de Li în anul 1980. Conform Catalogue of Life specia Botanophila sichuanensis nu are subspecii cunoscute.